# Patricio Carvajal
Patricio Carvajal Prado (Santiago del Cile, 16 luglio 1916 – Santiago del Cile, 15 luglio 1994) è stato un ammiraglio e politico cileno, ministro per più volte e uno dei principali istigatori del Colpo di Stato in Cile del 1973 in cui venne deposto il legittimo presidente Salvador Allende.

## Biografia
Carvajal entrò all'accademia di marina nel 1931, dove fu compagno di classe del futuro ammiraglio José Toribio Merino, e dove entrambi furono diplomati come alfieri nel 1935. Nel 1941, venne promosso tenente dell'Armada de Chile, nel 1950 a capitano di corvetta e infine nel 1955 venne promosso a capitano di fregata. Carvajal era anche uno specialista di artiglieria.
Nel 1958, venne scelto per studiare la guerra anti-sottomarina negli Stati Uniti. Nel 1960 divenne comandante della nave d'addestramento "Esmeralda". Nel 1966 venne designato come addetto navale a Londra, e l'anno dopo fu promosso contrammiraglio. Sin dal 1967, fu capo dello stato maggiore della marina cilena e nel 1970 promosso viceammiraglio. Nel 1973 divenne capo di stato maggiore delle forze armate cilene.
Fu uno dei leader del Colpo di Stato in Cile del 1973, e venne nominato ministro della difesa del Cile dalla giunta militare cilena dal settembre 1973 al luglio 1974, quando fu nominato da Pinochet ministro degli affari esteri fino al 1978.
Fu ancora ministro della difesa nel governo Pinochet dal 1982 al 1990.
Dopo la dittatura fu membro del Tribunal Supremo (consiglio di disciplina) dell'Unione Democratica Indipendente.
Carvajal si suicidò nel 1994, dopo una lunga lotta contro il cancro.